# Roberto Laiseka
Roberto Laiseka Jaio (født 17. juni 1969 i Guernica) er en tidligere spansk professionel landevejscykelrytter. Han trak sig tilbage i 2006. Han kørte i hele sin professionelle karriere på Euskaltel-Euskadi. Han vandt 14. etape af Tour de France 2001 til Luz Ardiden foran Vladimir Belli og Ullrich.